# Noturus furiosus

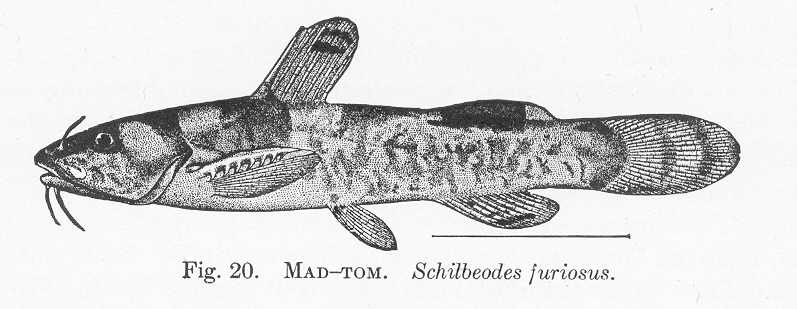
Representación gráfica de un Noturus furiosus

Noturus furiosus es una especie de peces de la familia Ictaluridae en el orden de los Siluriformes.

## Morfología
• Los machos pueden llegar alcanzar los 12 cm de longitud total.

## Distribución geográfica
Se encuentran en Norteamérica: Carolina del Norte (Estados Unidos ).